# Avenue de la Brabançonne
Pour les articles homonymes, voir Brabançonne.
L'avenue de la Brabançonne (en néerlandais : Brabançonnelaan) est une avenue bruxelloise

## Situation et accès
Elle est située sur la commune de Bruxelles-ville et sur la commune de Schaerbeek qui va du square Ambiorix à la place Dailly en passant par la rue des Confédérés, la rue Charles-Quint, la rue de l'Abdication, la rue du Noyer et l'avenue Charbo.
L'avenue de la Brabançonne est bordée sur sa majeure partie de métaséquoias.
La numérotation des habitations va de 1 à 139 pour le côté impair et de 2 à 116 pour le côté pair.

## Origine du nom
Son nom fait référence à l'hymne national belge, la Brabançonne. À Bruxelles, place Surlet de Chokier, se trouve le monument "La Brabançonne".

## Bâtiments remarquables et lieux de mémoire
à Bruxelles-ville :
- nos 19-21 : ambassade du Laos
- nos 29-31 : NBN
- no 99 : l'écrivain Louis Musin y a habité

à Schaerbeek :

- no 139 : Pharmacie Brabançonne

## Galerie de photos

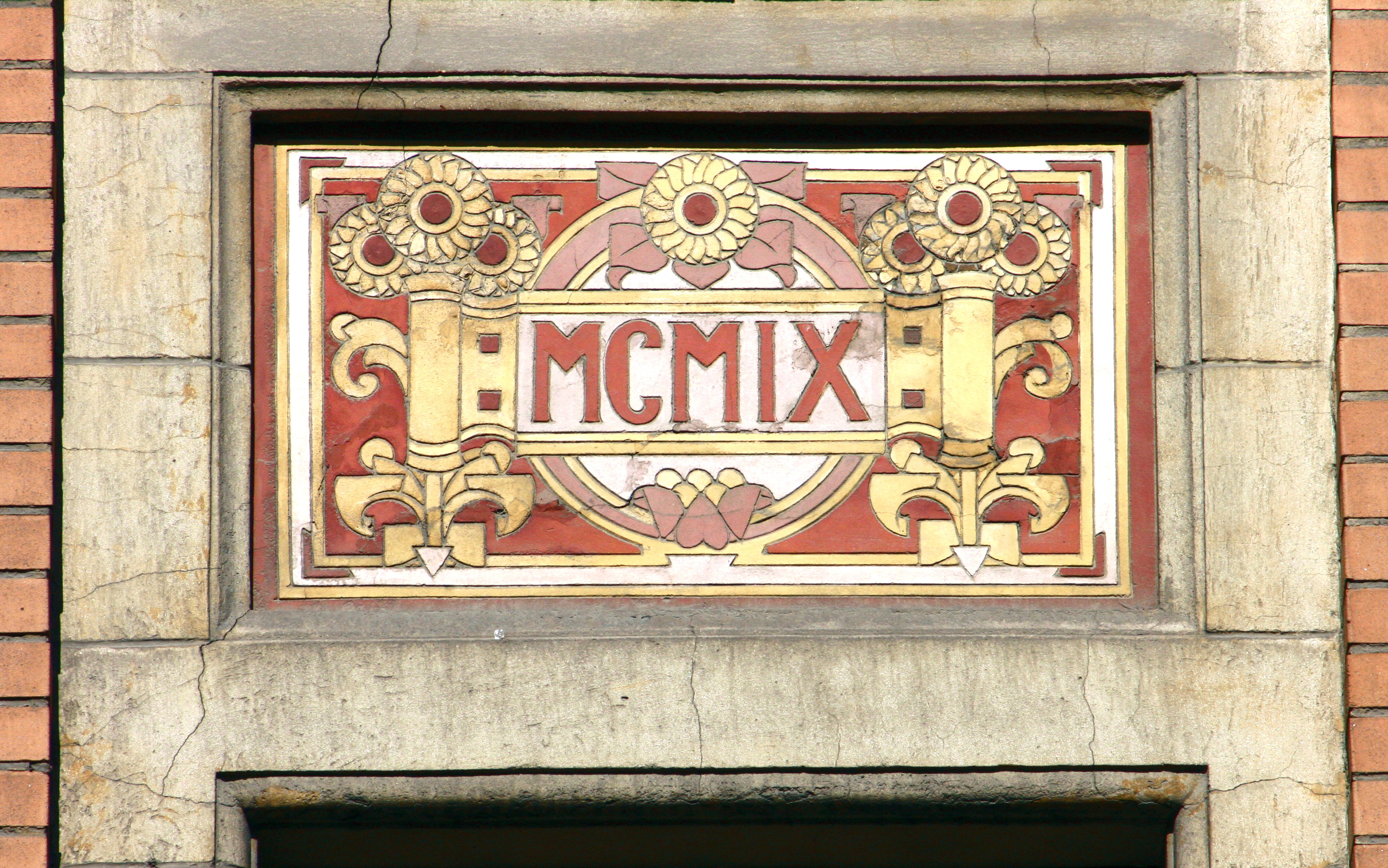
Sgraffite au no 98
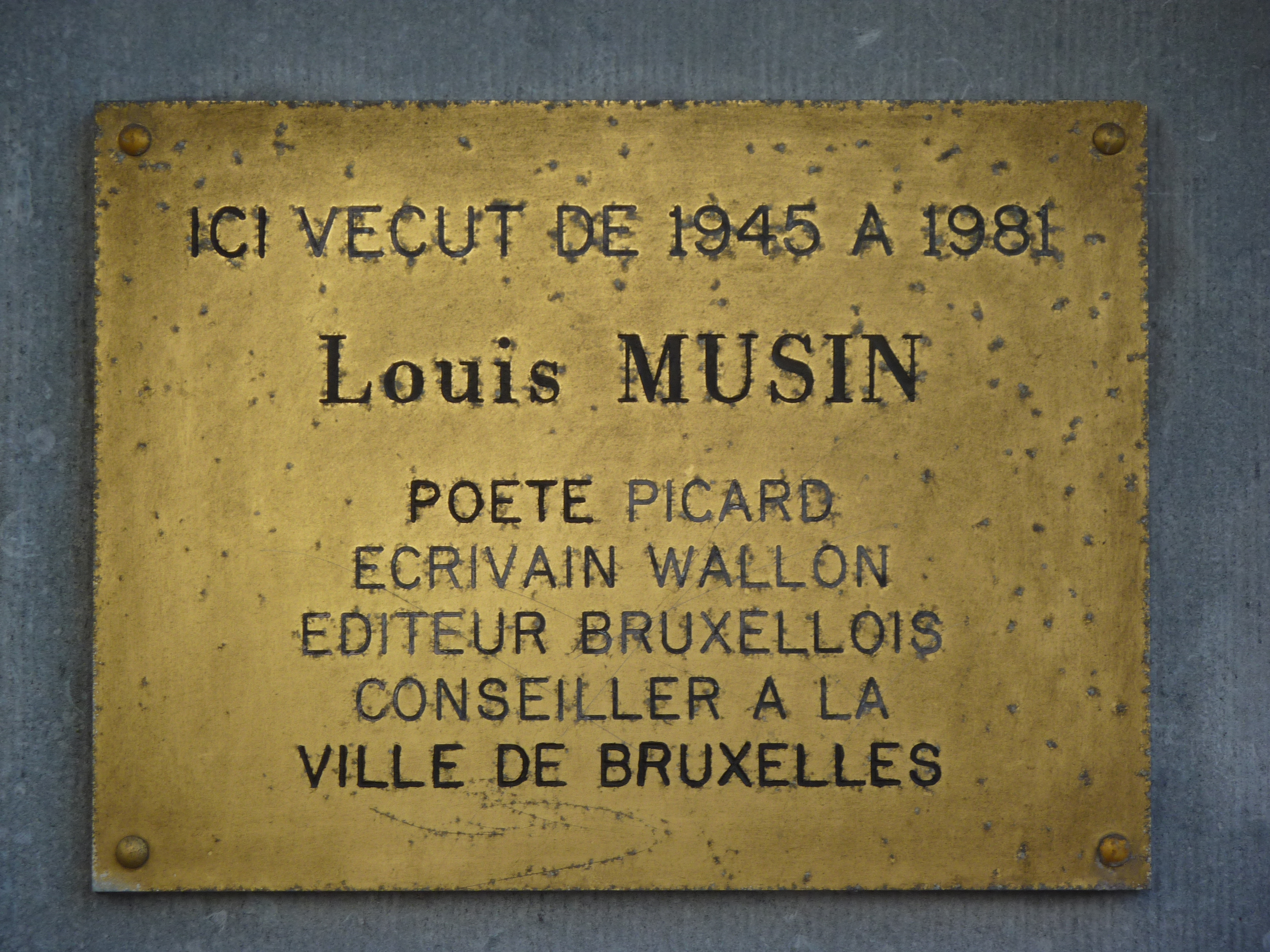
Plaque commémorative Louis Musin au no 99